# Ann Jillian
Ann Jillian, de son vrai nom Ann Jura Nauseda, est une actrice américaine née à Cambridge (Massachusetts, États-Unis) le 29 janvier 1950. Elle a commencé sa carrière à l'âge de dix ans.

## Filmographie
- 2000 : Walker, Texas Ranger : Senatrice Angela Rhodes
- 1999 : Les Anges du bonheur : Liz
- 1997 : L'espoir de Noël : Sarah
- 1996 : La fragilité des roses : Jean Townsend
- 1996 : Our Son, the Matchmaker : Julie Longwell
- 1995 : It Was Him or Us : Peggy Pomeroy
- 1995 : Fast Company : Frances Matthews
- 1994 : Au nom de la vérité : Corrine Kaczmarek
- 1994 : Un cœur pour vivre : Alice Holc
- 1994 : MacShayne: Winner Takes All : Miranda Church
- 1993 : Labor of Love: The Arlette Schweitzer Story : Arlette Schweitzer
- 1992 : Mario and the Mob : Alice
- 1991 : The Family Works! : Beth - conseillère familiale
- 1989 - 1989 : Ann McNeil (13 épisodes)
- 1989 : Little White Lies : Détective Elizabeth 'Liz' Donaldson
- 1989 : Seule face au crime : Sharon
- 1987 : Perry Mason (épisode: Qui a tué Madame?) : Suzanne
- 1987 : Convicted: A Mother's Story : Elizabeth "Billy" Nickerson
- 1980 - 1986 : It's a Living : Cassie Cranston
- 1986 : Killer in the Mirror : Samantha DeLorca / Karen Edwards
- 1985 : Alice au pays des merveilles : La Reine Rouge
- 1985 : This Wife for Hire : Valerie Roberts
- 1984 : Ellis Island, les portes de l'espoir : Nellie Byfield
- 1983 - 1984 : Jennifer Slept Here : Jennifer Farrell (13 épisodes)
- 1983 : Illusions perdues : Marilyn
- 1983 : Mister Mom - Profession: père au foyer : Joan
- 1983 : Malibu : Gail Hessian
- 1982 : Mae West : Mae West
- 1982 : World of Magic : Ann Jenner
- 1981 : L'île fantastique : Delphine McNab
- 1980 : La croisière s'amuse : Rena Ward (2 épisodeds)
- 1977 - 1980 : Capitaine Caverne : voix (40 épisodes)
- 1974 : Kojak : Joanna
- 1972 : The New Scooby-Doo Movies : voix
- 1972 : Sealab 2020 : Gail (voix)
- 1971 : The Partridge Family : la seconde fille
- 1970 : Triangle
- 1966 : Bob Hope Presents the Chrysler Theatre : Debbie Towbridge
- 1965 - 1966 : Vacation Playhouse : différents rôles
- 1963 - 1966 : Adèle : Millie / Millie Ballard / Laurie (12 épisodes)
- 1965 : Insight : Maria Goretti
- 1965 : Insight : Maria Goretti
- 1964 : My Three Sons : Debbie Rogers
- 1964 : The Ballad of Lissa Stratmeyer : Debbie Rogers
- 1963 : Ben Casey : Penny Fletcher
- 1963 : It Is Getting Dark... And We Are Lost : Penny Fletcher
- 1963 : La quatrième dimension : Ilse
- 1962 : Disney Parade : Sammy, the Way-Out Seal Part 1 & 2 (1962) : Porsche 'Rocky' Sylvester
- 1962 : Gypsy, Vénus de Broadway :'Dainty' June
- 1962 : La Grande Caravane : Sandra Carlson
- 1962 : The Hobie Redman Story : Sandra Carlson (créditée sous le nom Ann Jillian)
- 1961 : Babes in Toyland : Bo Peep
- 1960 : Shirley Temple's Storybook (en) : une petite fille
- 1960 : Leave It to Beaver : une petite fille
- 1960 : Wally, the Businessman : une petite fille (créditée sous le nom Anne Nauseda)

## Voix françaises
- Dorothée Jemma dans Au nom de la vérité (1994)